# Castel Fingeller
Castel Walbenstein o Castel Fingeller (in tedesco Burg Walbenstein o anche Fingeller Schlössl) è una rovina sulla strada che da Bolzano sale verso Sarentino.

## Storia
Del castello si sa molto poco, anche per il suo stato rovinoso, e perlopiù si ha a che fare con congetture. Secondo Friedrich-Wilhelm Krahe si tratta di una costruzione della metà del XII secolo. La prima menzione documentale è invece del 1184/85, quando è nominato un Gotschalcus de Vallewenstan, ministeriale dei conti di Appiano.
La costruzione è difficilmente raggiungibile. Restano visibili un muro principale (spesso 180 centimetri) con le feritoie, e parte del muro di cinta (120 cm). La costruzione non doveva essere stata molto grande e - secondo la Südtiroler Burgenkarte - doveva comporsi di un seminterrato, un primo piano e, probabilmente, una soffitta.
Sia Krahe che Caminiti concordano nell'ipotizzare che il castello sia stato abbandonato sin dal 1300. Tuttavia ad una analisi più approfondita, le feritoie rivelano di essere state progettate per armi da fuoco, e quindi la loro costruzione sarebbe successiva. Ad ulteriore conferma di questa ipotesi interviene poi lo stesso Krahe: secondo lui, infatti, il castello sarebbe quel castel Walbenstein di cui non si hanno notizie. Tuttavia quel castello viene raffigurato (perfettamente in piedi) in un affresco di castel Roncolo del 1390.
Del sentiero che portava al castello non c'è più traccia, per raggiungere le rovine bisogna affrontare una breve arrampicata.